# Anna Grönlund Krantz
Anna Maria Grönlund, född 21 april 1971 i Jukkasjärvi församling i Norrbottens län, är en svensk politiker (folkpartist) och näringslivsperson.
Hon har en bakgrund som lärare i nationalekonomi vid Luleå tekniska universitet.
Grönlund var ordinarie riksdagsledamot 2002–2006, invald för Norrbottens läns valkrets. Hon var ordförande i Folkpartiets riksdagsgrupp 2005–2006, ledamot i partistyrelsen 2001–2007 och ledamot i partiledningen 2001–2006.[källa behövs]}
Hösten 2006 började Grönlund som konsult på PR-företaget JKL där hon fram till oktober 2015 var Partner och Managing Director. Grönlund var 2015–2017 marknads- och kommunikationsdirektör på Praktikertjänst  Från 2017-2018 var Grönlund chef för Strategisk kommunikation på Skandia samt ordförande för Ideer för livet. Anna Grönlund var ordförande i X2AB 2013–2015 och under perioden 2007–2013 ordförande för VTI samt under perioden 2007–2012 ordförande för Botniabanan. Sedan september 2018 är Grönlund VD för Hallvarsson & Halvarsson.